# Lave
Pour les articles homonymes, voir Lave (homonymie).
 (novembre 2014).

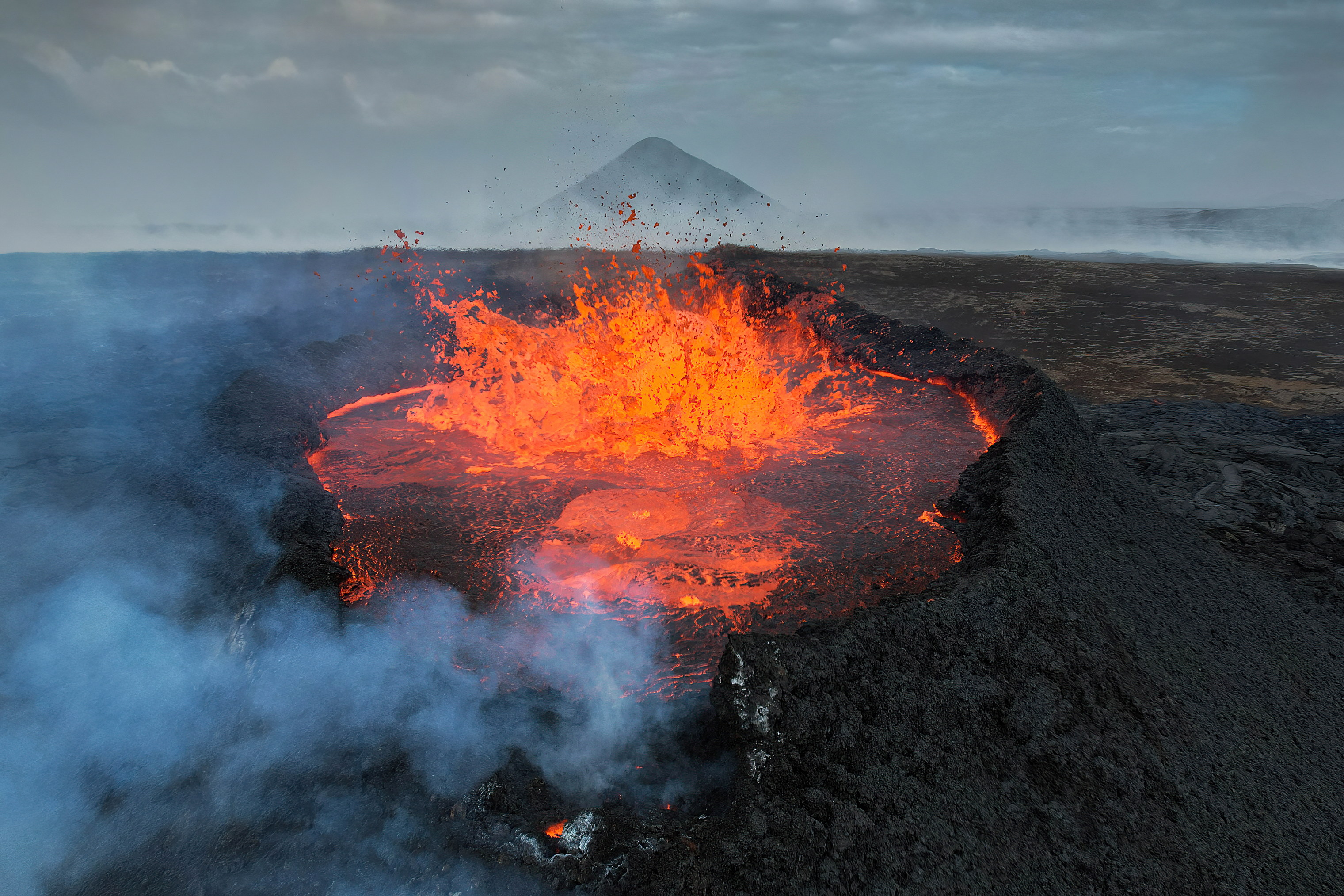
Éruption de lave du volcan près du Litli-Hrútur en Islande en 2023.

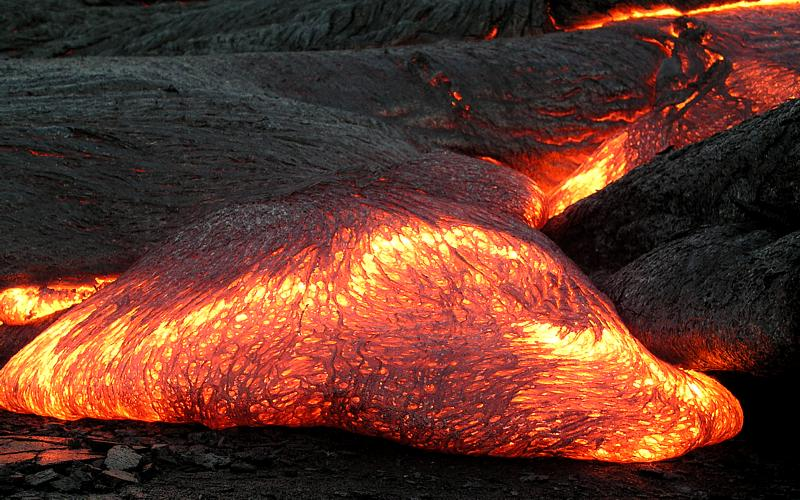
Coulée de lave pāhoehoe à Hawaï.

La lave est une roche, en fusion ou, par extension, juste solidifiée, émise par un volcan lors d’une éruption. C'est un magma arrivé en surface et partiellement dégazé.
Les laves, au moment où elles sont émises, atteignent des températures qui, selon leur composition chimique, varient de 500 à 1 200 °C. Elles se solidifient rapidement par rayonnement et contacts (sol, atmosphère, eau) et forment alors des roches volcaniques, comme les basaltes ou les rhyolites.
Les roches volcaniques, formées par le refroidissement en surface d’une lave, appartiennent à l’ensemble des roches magmatiques, conjointement avec les roches plutoniques qui sont formées par le refroidissement et la cristallisation d’un magma en profondeur (comme les granites ou les gabbros).
L'accumulation des laves et des matériaux éruptifs éjectés (bombes, cendres et lapilli) construit le cône caractéristique des volcans dont la forme dépend de la viscosité de la lave et de sa teneur en gaz.

## Différents types

### Composition chimique et propriétés physiques
La plupart des laves sont principalement composées d'oxydes de métaux et notamment de silice SiO2. Il en existe deux types principaux : les laves « basiques » pauvres en silice et relativement fluides, issues d'un volcan effusif, et les laves « acides » (riches en silice) et visqueuses, issues d'un volcan explosif. Il existe aussi des laves constituées principalement de carbonates, les carbonatites. Encore plus fluides que les laves basiques, elles ont été rares dans l'histoire de la Terre et ne sont représentées aujourd'hui que par un unique volcan actif, l'Ol Doinyo Lengaï en Tanzanie.
Lorsqu'un volcan effusif entre en éruption, il émet des coulées de lave fluide caractéristiques, pauvres en silice. La température de la lave au sortir du cratère est d'environ 1 200 °C. Cette lave basaltique coule en sortant du cratère (à des vitesses variables mais souvent de l'ordre de 20 km/h) et se refroidit lentement au contact de l'air, du sol ou de l'eau, perdant de la vitesse. Les coulées sont canalisées et relativement lentes. Lors d'une éruption près d'une zone habitée, des dégâts matériels peuvent être constatés, mais la lenteur de ces coulées permet aux gens de fuir lors d'une éruption.

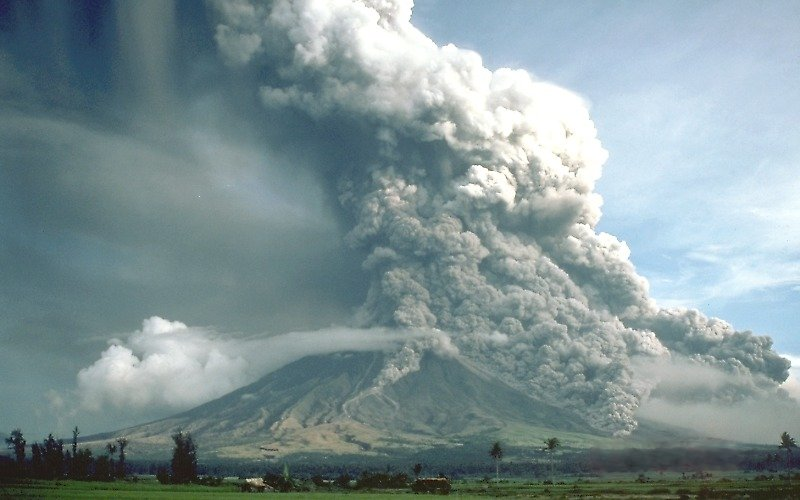
Coulée pyroclastique du Mayon.

Lorsqu'un volcan explosif entre en éruption, il émet des coulées pyroclastiques, composées de cendres, de lapilli, de monceaux de lave brûlante et de lave visqueuse. Très riche en silicate, très peu fluide, dure, cette lave s'accumule le plus souvent au sommet du volcan, créant ainsi un dôme de lave. Cette lave explosive peut aller à des températures de 1 000 °C à l'extérieur, voire plus dans une chambre magmatique. Lorsqu'une éruption assez importante se déclenche, des pans entiers du flanc du volcan ou du dôme de lave se détachent et dévalent les pentes à des dizaines de kilomètres par heure. Ces coulées peuvent être très dangereuses pour les populations humaines, notamment par leur rapidité, leur taille, mais surtout par la potence de l'éruption, qui peut ensevelir et détruire une ville entière en quelques heures. De plus, ces coulées peuvent aller très loin par rapport à l'épicentre de l'éruption, ce qui augmente les risques de destruction d'une zone habitée près du volcan, même à des kilomètres de celui-ci.

### Morphologie
On distingue :
- les laves lisses (ou pāhoehoe selon le mot hawaïen) : coulée de lave très fluide avec une surface régulière, rugueuse et souvent striée ;
- les laves cordées : coulée de lave très fluide dont la surface montre des bourrelets superposés et entrecroisés (la mince croûte superficielle de la coulée est déformée par l'avancée de la lave au centre de la coulée) ;
- les laves prismées : certaines laves, surtout les basaltes, ont un débit en colonnes hexagonales. Ces prismes apparaîtraient lors du refroidissement de la lave (fissures de rétractation). Quand ils sont de grande taille, on parle d'orgues ou de colonnades. Les prismes se forment en colonnes perpendiculaires à la surface de refroidissement, parfois en gerbe radiale ;
- les ʻaʻā (selon le mot hawaïen) : laves en coulées à surface chaotique, hérissée de blocs basculés ;
- la lave en coussins (ou anglais : pillow lava) : laves mises en place lors d'une éruption sous-marine ;
- les dômes, ou aiguilles : construits par des laves très visqueuses.

## Aspect des champs de lave

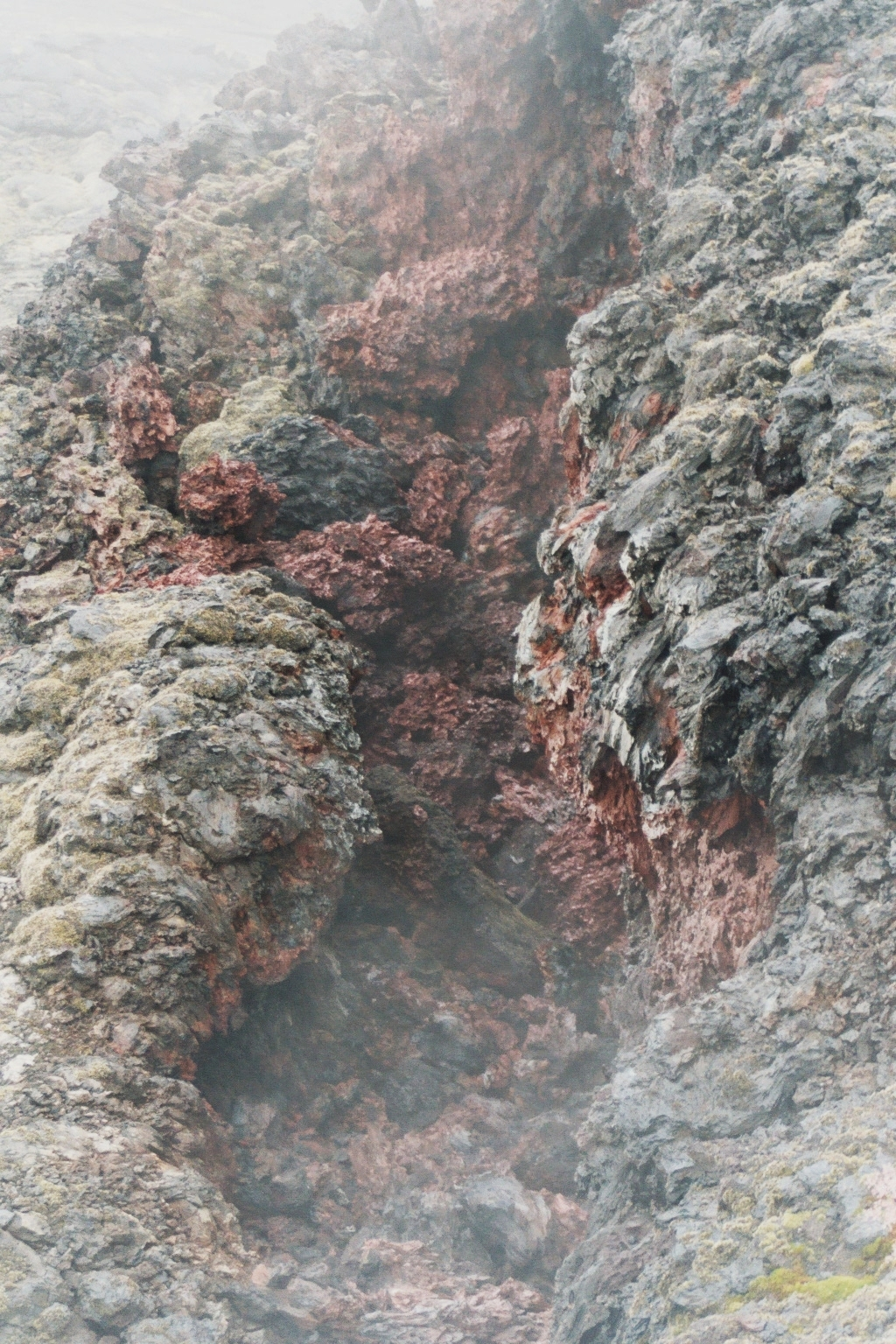
Lave basaltique solidifiée.

Lorsqu'une coulée de lave, fluide ou visqueuse, se crée lors d'une éruption, l'aspect de la lave et sa composition ne sont pas toujours les mêmes.
En effet, la viscosité de la lave dépend de sa teneur en silice (SiO2) : très riche en silice, elle sera visqueuse ; inversement, pauvre en silice, elle sera plus fluide. Cela permet d'expliquer les différences entre volcans de type effusif et de type explosif.
Chez les volcans de type explosif, la lave émise lors d'une coulée est visqueuse et très riche en silice. Lors d'une éruption, une nuée ardente peut se créer. Des bulles de gaz se forment et remontent de la chambre magmatique. Cette poussée des gaz vers la surface s'appelle la pression des gaz. Pendant la remontée dans la cheminée, la pression est très élevée (poids de la colonne de magma) et la viscosité de la lave importante. Lorsque la pression de la colonne de magma devient inférieure à la pression des gaz, les gaz sortent brutalement et provoquent l'éjection explosive de particules et de fragments de roche en fusion (bombes, lapillis et cendres). La roche obtenue lors de telles éruptions est une roche rhyolitique.
Chez les volcans de type effusif, dont la lave est pauvre en silice, la lave émise lors d'une coulée est fluide. Lors de la remontée du magma dans la cheminée, les gaz n'ont aucun mal à s'échapper vers le cratère dans la lave fluide. Il n'y a donc aucune augmentation de pression pendant la remontée du magma, qui peut jaillir en fontaine de lave. Ce type de volcan peut également présenter dans son cratère un lac permanent de lave (ex. : Kilauea, Mauna Loa). La roche obtenue lors d'une coulée de lave effusive est une roche basaltique.

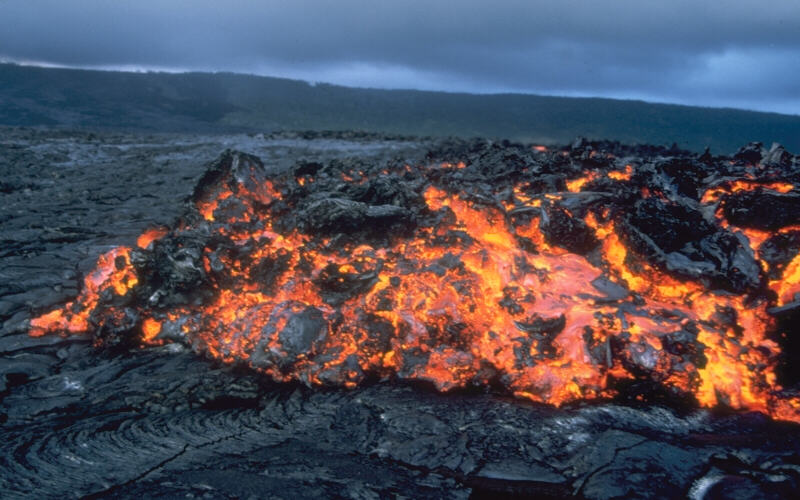
Lave ʻaʻā au Kilauea, Hawaï.

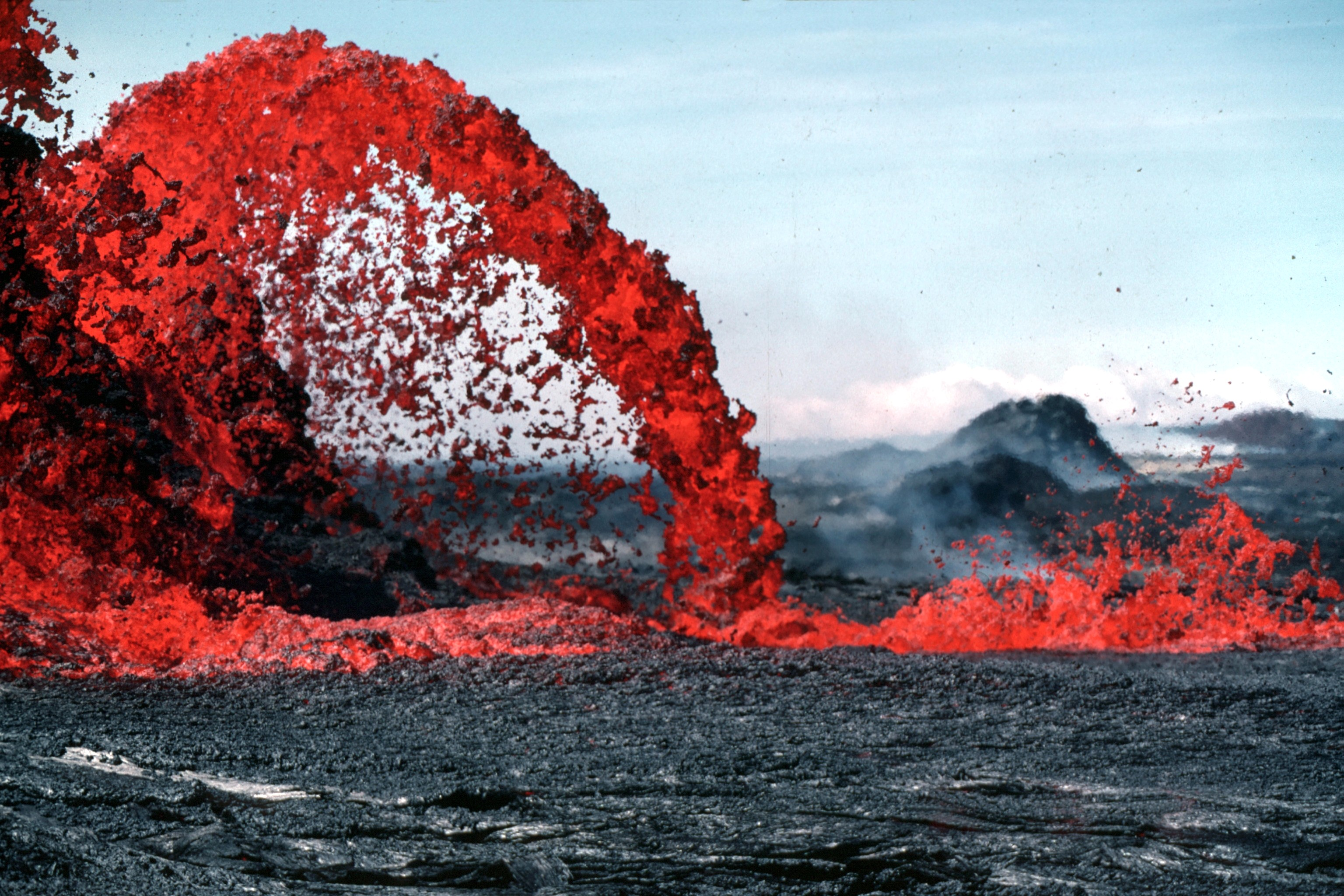
Fontaine de lave à Hawaï.

Pour les laves effusives formées à l'air libre, on distingue principalement deux types qui portent en volcanologie les noms que leur avaient déjà donnés les Hawaïens :
- ʻaʻā : pour les coulées de lave rugueuse et chaotique, qui forment en se refroidissant des étendues difficiles à parcourir (de l'hawaïen, aux significations multiples : « rocailleux », « brûler », « braver », etc.) ;
- pāhoehoe : pour les coulées de lave fluide qui se refroidissent en formant une surface lisse « que l'on peut parcourir pieds nus » (de l'hawaïen qui signifie « lisse et doux »)[2]. Les laves effusives refroidies sous l'eau donnent quant à elles des pillow lavas ou « laves en coussin ».

## Contact avec l'eau de mer
Le contact de la lave en fusion avec l’eau de mer est redouté car le choc thermique génère :
- un dégagement de vapeur d'eau contenant des gaz toxiques, et notamment de l'acide chlorhydrique, issus des sels dissous dans l'eau de mer (chlorures, sulfates, carbonates, iode et fluor)[3] ;
- la fragmentation de la lave en particules emportées par ces vapeurs et dangereuses à inhaler[4].

## Calendrier
Dans le calendrier républicain, Lave était le nom donné au 6e jour du mois de nivôse.